# Розен, Генрих Владимирович
Барон Ге́нрих Леопо́льд фон Ро́зен (также Ге́нрих Влади́мирович Ро́зен; 1847, мыза Кусна — 1924, Геленджик) — российский архитектор немецкого происхождения.

## Биография
Родился в семье барона Вольдемара (Владимира) Рейнгольда фон Розена (1815—1889) и Марии Цеге-фон-Мантейфели (1823—1900).
В 1871 году окончил строительное училище Главного управления путей сообщения и публичных зданий в Санкт-Петербурге. В 1876 году назначен на должность младшего инженера строительного отделения гродненского губернского правления. Позднее работал в Казани, Санкт-Петербурге. В 1880—1892 годах был управляющим строительной и дорожной частями при Иркутском генерал-губернаторстве. В 1892 году при поддержке А. П. Игнатьева стал инспектором подъездных путей юго-западного края в Киеве. Действительный статский советник.

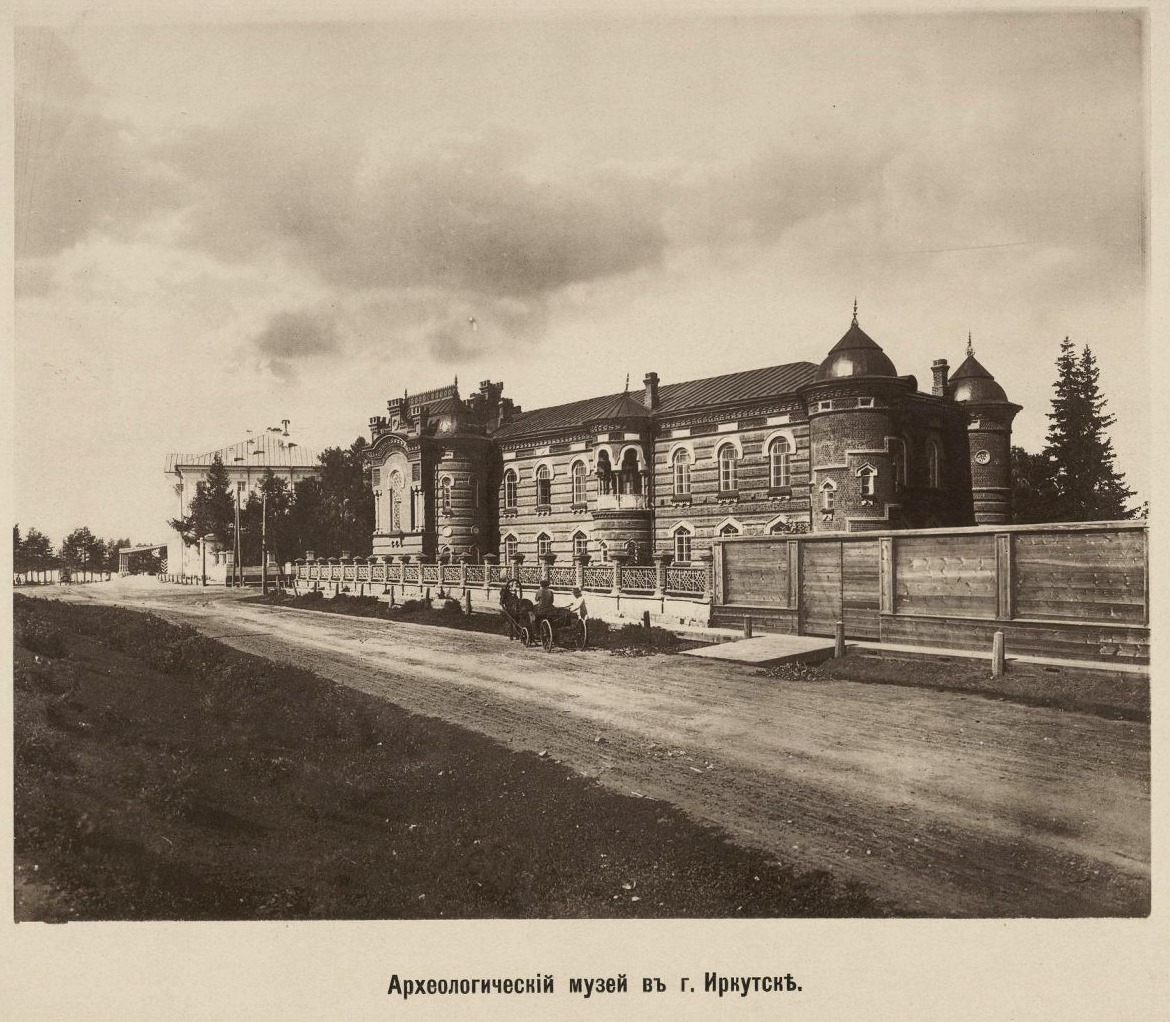
Археологический музей в Иркутске, 1905 год

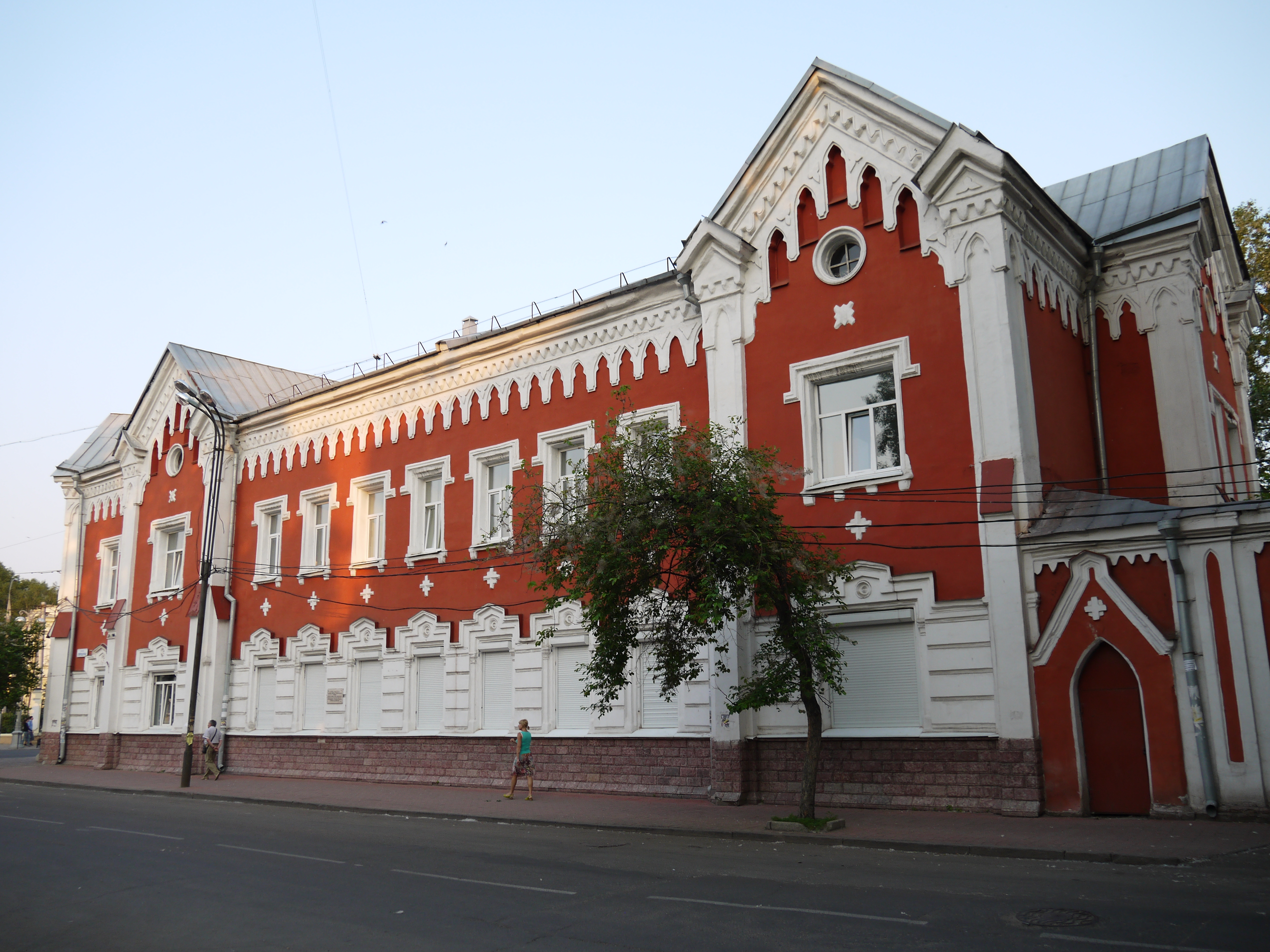
Базановский приют

Как и многие другие зодчие (например, К. К. Лыгин, Ф. Ф. Гут), Розен вслед за петербургскими и московскими архитекторами (такими как В. А. Шретёр, И. С. Китнер) применял кирпич без оштукатуривания. Его творчество относят к направлению историзм.

## Проекты и постройки
Среди его работ, помимо многочисленных казённых и частных зданий, а также железных дорог, каменный Воскресенский собор (1876—1890; не сохранился) в Казани, Кафедральный собор во имя иконы Казанской Божией Матери (совместно с В. А. Кудельским и М. Н. Огонь-Догановским, 1875—1894; не сохранился), комплекс Базановского воспитательного дома с родильным приютом (1880—1883; Иркутск, ул. Свердлова, 14), деревянное здание городского училища «Детский сад» (1882; ныне перенесено, ул. Горького, 5а), комплекс зданий музея Императорского Русского географического общества (1882—1883, 1891; ныне здание Иркутского областного краеведческого музея, ул. Карла Маркса, 2), лютеранская церковь во имя Вознесения Господня (1885; не сохранилась), надгробие на могиле А. П. Щапова (1886; Знаменское кладбище) в Иркутске.